# 莱奥妮·贝内施
莱奥妮·贝内施（德語：Leonie Benesch，1991年4月22日—）是德國的一名女演員，曾出演《白色緞帶》、《巴比倫柏林》、《波斯語課》、《教师休息室》等電影與許多電視劇。

## 生平
莱奥妮·贝内施於1991年4月22日出生於德國漢堡，成長於圖賓根，曾就讀圖賓根的華德福學校 ，2016年自英國倫敦的市政廳音樂及戲劇學院畢業。
2009年，贝内施在《白色緞帶》中飾演一名保姆，其演出受到影評注意，2010年她以此片獲青年藝術家獎的最佳主角獎。
2017年，贝内施在《巴比倫柏林》中飾演主角的童年好友雷塔·奧夫貝克（Greta Overbeck），獲2018年德國演員獎的最佳女配角獎。2017年至2019年她在電視劇《王冠》中飾演塞西莉娅公主。2020年她在《波斯語課》中飾演黨衛軍的一名女兵，並出演《環遊世界八十天》。2023年，在《教师休息室》中扮演文法学校教师诺瓦克。2024年，出演慕尼黑惨案题材电影《九月五日》。

## 外部連結
- 莱奥妮·贝内施在互联网电影资料库（IMDb）上的資料（英文）